# Les Huit Montagnes
Pour l’article homonyme, voir Les Huit Montagnes (film).
Les Huit Montagnes (titre original en italien : Le otto montagne) est un roman de l'écrivain italien Paolo Cognetti paru originellement le 8 novembre 2016 aux éditions Einaudi et en français le 23 août 2017 aux éditions Stock. Il reçoit en Italie le prix Strega en 2017 et en France le prix Médicis étranger le 9 novembre 2017.

## Résumé
(décembre 2022).

### Prologue (p.9)
L'ouvrage évoque la vie, à Milan, dans les années 1970 du chimiste en usine, Giovanni Gusti (p. 188 et 201) avec au loin les montagnes des Alpes pennines. Les parents remettent leurs chaussures de marche et entraînent leur fils unique, Pietro, en Val d'Ossola, Valsesia, Vallée d'Aoste (Cognetti vit à Brusson depuis 2007). La mère préfère la forêt, le torrent, la baita (chalet d'alpage),l'installation ; le père les parcours solitaires, avec carte topographique et carnet d'escalade.

### Première partie (Montagne d'enfance,p.23)
En juillet 1984, le père dépose épouse et enfant dans une maison de location, presque vide, au petit village de Graines (ou Gran-a, en patois brussonin). Le fils y rencontre Bruno, du même âge (10 ans), gardien de vaches, neveu de la propriétaire, avec une mère taiseuse et un père maçon travaillant sur des chantiers français ou suisses). La mère de Pietro apprivoise Bruno. Le duo s'approprie torrent, prés, bois, ruines, meule de moulin, mines. Bruno surnomme Pietro Berio (qui signifie « pierre » en patois valdôtain). En août, le père entraîne vite son fils et Bruno, dans des excursions toujours plus longues (dont un glacier). L'autorisation d'emmener Bruno est accordée par son oncle, Luigi Guglielmi, visité à son alpage, sur le Grenon.
Entre les sorties, les deux enfants font leurs travaux scolaires, particulièrement Bruno, déscolarisé de fait (la mère lui fait lire Mark Twan et autres), et il progresse bien. 
L'été 1987, à 14 ans, les enfants découvrent leur lac du Grenon, font des excursions avec le père de Pietro, certaines à 3000 puis 4000 mètres (dans le massif du Mont Rose : Castor, Pyramide Vincent, Pointe Gnifetti, Pointe Dufour, Liskamm, plus tard). La famille Gusti propose à la famille Guglielmi de se charger en totalité des études de Bruno à Milan (au lycée) : acceptation de l'oncle, de la tante, de la mère, du fils, mais refus violent du père. Bruno devient aussitôt maçon assistant de son père. Pietro tente d'autres expériences, jusqu'à certaine excursion en moto avec Bruno.

### Seconde partie (La maison de la réconciliation,p.121)
À la mort du père (2004), Pietro reçoit en héritage la propriété de Graines (p. 128). À l'adolescence, Pietro finit par refuser d'accompagner son père en escalade, s'éloigne de lui, entame des études de mathématiques (comme le père), mais choisit de faire une école de cinéma à Turin, loin de la famille. Il devient cinéaste documentariste, toujours à la recherche d'un financement. Seule la mère parvient à maintenir le contact, par courrier. 
Arrivé à Graines, Pietro est pris en charge par Bruno : après l'alpage réinvesti par la végétation de l'oncle, après leur petit lac, une petite maison effondrée, adossée à la roche, la barma drola  (= balme louche, en patois valdôtain) (p.144). Bruno propose de la reconstruire l'été même, en chantier à deux : trois ou quatre mois de travail intense. Bruno expose son projet de vie : racheter l'alpage aux cousins, rénover la bâtisse, acheter du bétail, fabriquer des tommes, redevenir un montagnard, loin des villages. L'appel de la montagne, comme sa mère dans le silence. Pietro repart vers les montagnes d'Asie mais il décide, en présence de sa mère, que c'est, pour lui et Bruno, notre maison commune.

### Troisième partie (L'hiver d'un ami, p. 203)
Au Népal, sans doute en 2005, un vieux népalais explique à Pietro le choix : " faire le tour des huit montagnes, ou arriver au sommet du Sumeru ". L'été 2007, Pietro amène une amie, Lara, à la Barma et elle y rencontre Bruno. Pietro repart au Népal : documentaire d'alpinisme, puis de projet humanitaire. Bruno demande l'autorisation de Pietro. En 2008, Bruno et Lara lancent l'entreprise : 24 vaches, 300 litres de lait par jour, donc 30 kilos de tomme : l'homme sauvage (omo servadzo = homme sauvage, en patois valdôtain) aurait-il trouvé la femme sauvage ?
Pietro passe à Turin liquider ses dernières attaches. La petite Anita naît sur l'alpage, avec l'aide de la mère de Pietro. Celle-ci fait le lien entre les deux amis, par internet. Elle fait diverses révélations à Pietro sur le passé proche Bruno a souvent accompagné Giovanni dans ses escalades des 4000, et le passé lointain.  Autrefois, dans les années 1950 et 1960, dans les Dolomites, deux amis, Giovanni et Pietro, nés en 1942, font du ski. Giovanni est orphelin, il est sinon adopté du moins sauvé par la famille de Pietro, et poussé aux études ; en 1968, en parcours libre, une avalanche, Giovanni passe, Pietro trépasse ; la sœur de Pietro épouse Giovanni. 
En 2013 (p. 248), Lara appelle Pietro au Népal : dépôt de bilan, séparation, isolement de Bruno. Pietro l'appelle, quitte en vitesse ses activités, rentre à la balme, en plein novembre. Il visite en décembre Lara et sa fille, en station de ski, la pire situation. Début 2014, Bruno, sur ses vieux skis, disparaît...

## Éditions
- (it) Le otto montagne, Éditions Einaudi[4], 2016  (ISBN 9788806226725).
- Éditions Stock[5], 2017  (ISBN 978-2234083196).
- Le Livre de poche, 2018  (ISBN 9782253073871).

## Adaptation au cinéma
- Les Huit Montagnes de Felix Van Groeningen et Charlotte Vandermeersch, sorti en 2022